# 고베 니시무라 커피점

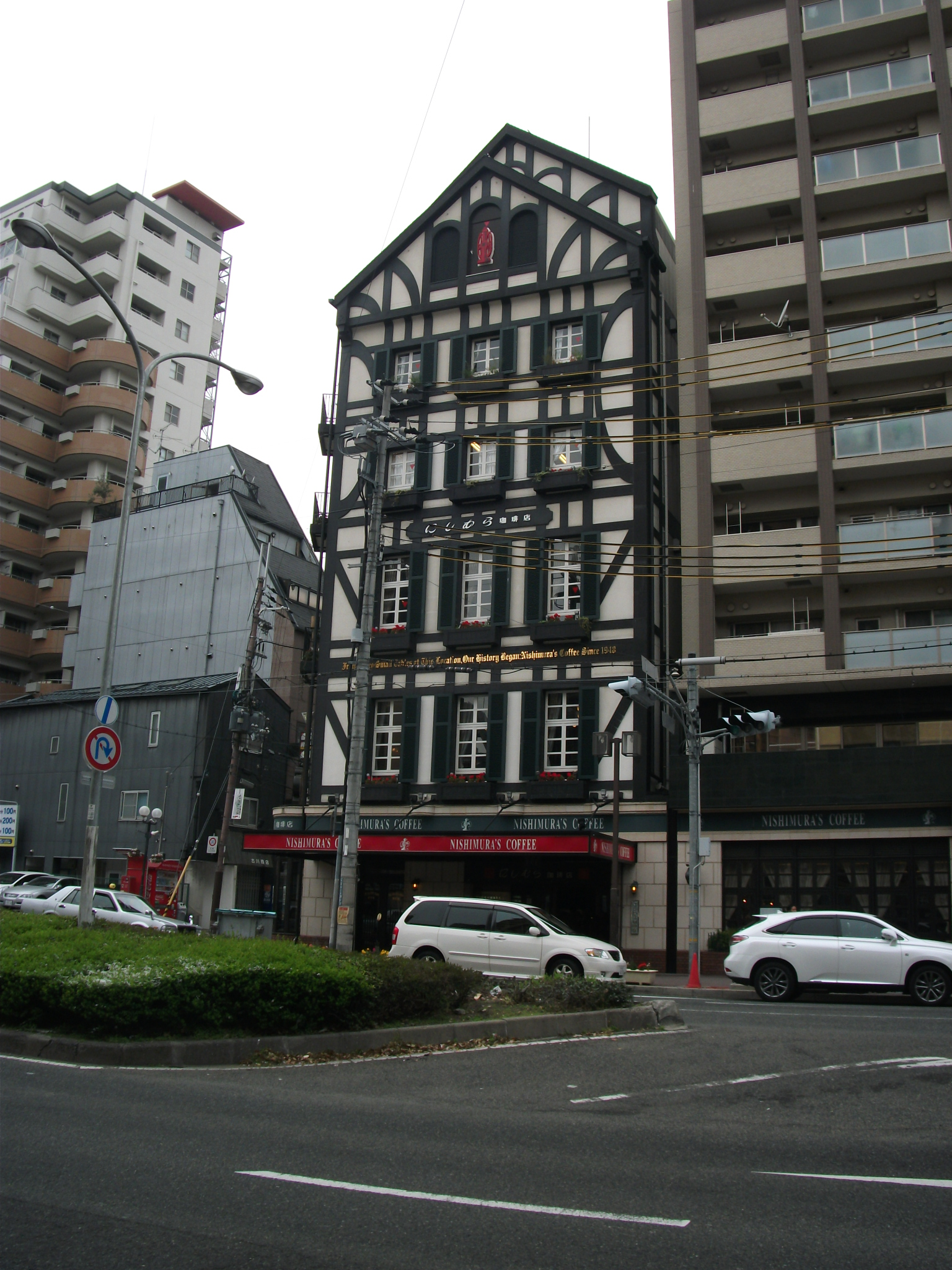
나카야마테 본점

고베 니시무라 커피점(일본어: 神戸にしむら珈琲店)은 일본 효고현 고베시 주오구를 중심으로 전개하고 있는 커피 체인이다.

## 연혁
1948년에 현재의 나카야마테 본점 부지의 일부에 해당하는 장소에서 잡화 상점으로 창업하였다. 교토에서 구매 한 과자의 매출이 좋았기 때문에 테이블 3세트로 다방으로 창업했다. 일본에서 처음으로 자택에서 볶은 커피 콩을 사용한 스트레이트 커피를 제공했다. 또한 카푸치노, 커피 젤리 등도 일본에서 선구적으로 도입했다.

## 점포 위치
나카야마테 본점, 기타노의 니시무라 커피점을 포함한 고베 주오 구에 6개 점포, 히가시나다구, 아시야시, 니시노미야시, 아마가사키시, 오사카시 기타구에 각 1개 점포를 운영하고 있다.